# Sean Long (Rugbyspieler)
Sean Long (* 24. September 1976 in Wigan) ist ein ehemaliger englischer Rugby-League-Spieler. Er spielte für St Helens in der Super League, mit ihnen gewann er viermal die Super League und fünfmal den Challenge Cup. Er spielte außerdem für die Wigan Warriors, die Widnes Vikings und den Hull FC.
Long gilt als einer der besten englischen Rugby-League-Spieler seiner Generation. Er gewann insgesamt dreimal die Lance Todd Trophy und im Jahr 2000 den Man of Steel Award. Er wurde während seiner Karriere zweimal ins Super League Dream Team gewählt.

## Beginn der Karriere
Als Jugendlicher besuchte Long zunächst die St Joseph’s Catholic Comprehensive School. Da diese als Sport aber nur Fußball und kein Rugby anbot, wechselte er auf die Deanery High School. Er spielte zunächst für einen Amateurverein, die Wigan St. Judes, bevor er von den Wigan Warriors unter Vertrag genommen wurde. Nach Ablauf seines Vertrags wechselte er zu den Widnes Vikings, wo mehrere Super-League-Vereine auf ihn aufmerksam wurden.

## St Helens
1997 wurde er von St Helens unter Vertrag genommen, um den alternden Bobbie Goulding langfristig zu ersetzen. Im selben Jahr spielte er für Großbritannien in einer drei Spiele umfassenden Spielserie gegen Australien.
1999 spielte er als Ersatzspieler im Super League Grand Final, dass St Helens 8:6 gegen die Bradford Bulls gewann und in dem er eine Erhöhung und einen Straftritt kickte. Zudem war er 1999 mit 248 Punkten der Spieler mit den meisten Punkten.
2000 war er mit 352 Punkten erneut der Spieler mit den meisten Punkten. Er nahm mit St Helens an der World Club Challenge teil, die sie gegen die Melbourne Storm verloren und schaffte es mit ihnen erneut ins Super League Grand Final, das sie 29:16 gegen Wigan gewannen. Er kickte im Finale vier Erhöhungen und gewann den Man of Steel Award.
2001 nahm er mit St Helens erneut an der World Club Challenge teil, diesmal gegen die Brisbane Broncos. St Helens gewann das Spiel 20:18, wobei Long drei Erhöhungen und zwei Dropgoals kickte.
2002 schaffte St Helens es erneut ins Super League Grand Final, dass sie 19:18 gegen die Bradford Bulls gewannen und in dem Long drei Erhöhungen und ein Dropgoal kickte. 2003 nahm er mit St Helens das dritte Mal an der World Club Challenge, die sie diesmal 0:38 gegen die Sydney Roosters verloren.
2004 wurde er wegen seiner Beteiligung an einem Wettskandal für drei Monate gesperrt. Nach Ablauf seiner Sperre nahm er mit Großbritannien an den Tri Nations teil.
2005 brach er sich einen Wangenknochen während eines Spiels gegen Wigan. Terry Newton, der dafür verantwortlich war, wurde daraufhin für 12 Spiele gesperrt, was die längste Sperre in der Geschichte der Super League war.
2006 gewann Long mit St Helens das Challenge-Cup-Finale gegen die Huddersfield Giants und erhielt als Man of the Match die Lance Todd Trophy. Nachdem er in der gleichen Saison mit St Helens das Super League Grand Final gegen den Hull FC gewonnen hatte, wurde er erneut in Großbritanniens Kader für die Tri Nations aufgenommen. Er gewann mit Großbritannien 23:12 gegen Australien im Sydney Football Stadium, was Großbritanniens erster Sieg gegen Australien in Sydney seit 18 Jahren war. Am 13. November kehrte er allerdings vorzeitig nach England zurück, wobei er persönliche Gründe als Ursache angab. 2007 nahm er das vierte Mal an der World Club Challenge teil, die sie 18:14 gegen die Brisbane Broncos gewannen. Er schaffte es erneut mit St Helens ins Super League Grand Final, diesmal verloren sie allerdings 6:33 gegen die Leeds Rhinos.
Am 16. April 2007 hatte Long das Ende seiner internationalen Karriere verkündet, da er sich stärker auf seine Vereinskarriere konzentrieren wollte. Er schaffte es 2008 ins Super League Grand Final, in dem man erneut Leeds unterlag.
Am 1. Juni 2009 wurde bekanntgegeben, dass Long einen Zweijahresvertrag mit dem Hull FC unterschrieben hatte. Im selben Jahr veröffentlichte er seine Autobiografie mit dem Titel Longy: Booze, Brawls, Sex and Scandal.
Am 10. August 2011 verkündete er sein Karriereende und nahm wenig später ein Angebot als Co-Trainer bei den Salford Red Devils an.

## Karriere als Trainer
Bei der Rugby-League-Weltmeisterschaft 2013 und den Four Nations 2014 war er Co-Trainer von Samoa. Im November 2014 beendete er seine Tätigkeit als Co-Trainer bei Salford und wurde Co-Trainer bei St Helens, die von seinem ehemaligen Mitspieler Keiron Cunningham trainiert werden.